# هنریک استپانیان
هنریک استپانیان (زاده ۱۸۹۱ در تبریز - درگذشته ۱۹۵۹ در تهران) کارگردان تئاتر و سینما ارمنی‌تبار اهل ایران بود.

## زندگی‌نامه
در سال ۱۸۹۱ میلادی (۱۲۷۰ خورشیدی) با نام اصلی هراند استپانیان در تبریز به دنیا آمد. در سال ۱۸۹۴ (۱۲۷۳) به همراه خانواده اش به کنستانتینوپل در امپراتوری عثمانی مهاجرت کرد. در سال ۱۹۱۵ (۱۲۹۴) از «کنسرواتوار کنستانتینوپل» فارغ‌التحصیل شد. سپس بین سال‌های ۱۹۱۹-۱۹۲۲ (۱۲۹۸ تا ۱۳۰۱) با گروه تئاتر دراماتیک ارمنیان همکاری می‌کرد که واهرام پاپازیان نیز عضو این گروه بود. در سال ۱۹۲۲ (۱۳۰۱) همراه با واهرام پاپازیان به ارمنستان رفت و پس از چندی نیز به باکو، سمرقند و عشق‌آباد مسافرت کرد و سرانجام به ایران بازگشت و به تهران آمد و مقیم تهران شد. در سال ۱۹۳۳ (۱۳۱۲) در نمایش‌هایی که واهرام پاپازیان به دعوت «جمعیت شیر و خورشید» به زبان ارمنی در تالار «سینما پالاس» تهران اجرا می‌کرد به ایفای نقش می‌پرداخت که از جمله آنها می‌توان به نمایش‌های «اتللو»، «دون ژوان» و «کین» را نام برد. از نمایش‌هایش در مقام کارگردان می‌توان به نمایش‌های ذیل اشاره کرد: «طلا و خاکستر»، «آنا کریستین»، «پاکباخته»، «مزاحم زندگی»، «دختر شکلات‌فروش»، «زورق بی صاحب»، «ریشارد دارلینگتون»، «بچهٔ حلال‌زاده»، «پرتگاه و «روزنامه‌نگاران» وی همچنین تعدادی نمایشنامه به فارسی ترجمه کرده که عبارتنداز: «خانهٔ چارلی»، «زنده باد دائی جان»، «طلاق»، «ماری مادلن و «وکیل قلابی»
در ۱۹۵۹ (آذر ۱۳۳۸) در تهران درگذشت.

## فیلم‌ها
1. از پاریس برگشته (۱۳۳۸)
2. چک یک میلیون تومانی (۱۳۳۸)